# 国際男性デー
国際男性デー（こくさいだんせいデー）、IMD（英: international men's day）とは、毎年11月19日を男性の記念とする日である。1999年からトリニダード・トバゴにて始まり、その記念日の設立とそれに関するイベントは、オーストラリア、カリブ海、北アメリカ、アジア、ヨーロッパおよびアフリカで様々な個人およびグループにより行われている。

## 概要
国際男性デーの目的は、男性と男の子の健康に注目し、性の関係を改善し、性の平等を促す肯定的な男性のロールモデルに光を当てることを含んでいる。コミュニティー、家族、結婚および育児に関して男性と男の子への差別に光を当て、その問題に取り組み、解決していくことである。国際男性デーの最終的な目標は普遍の人道主義の価値を促進することである。
国際男性デーは、36か国で11月19日を記念日としている。
国際女性デーと異なり、国際デーのリストには入れられていない。

## 国際男性デーの6つの柱
1. 正の男性のロールモデルを促進すること。映画スターやスポーツ選手のような男性だけでなく、正しくまじめに生活している男性も含まれる
2. 社会、コミュニティ、家族、結婚、育児、および環境への男性の積極的な貢献を祝うこと
3. 男性の健康と社会的、感情的、物理的および精神的な幸福に焦点を当てること
4. 社会サービス、社会的態度や期待、および法律の分野で男性に対する差別を明らかにすること
5. ジェンダー関係を改善し、男女平等を推進すること
6. 人々が安全で、潜在的な可能性を最大限に引き出して成長することができる世界を作成すること

## 評価
国際連合教育科学文化機関（ユネスコ）を代表して「女性と文化の平和」のディレクターであるインゲボルク・ブネイレスは、「これは優れた考えで、ジェンダー・バランスを与えるでしょう」と述べた。彼女は、ユネスコが主催者と協力することを期待していると付け加えた。

## 関連する取り組み
- 国際男性デーに関連して、11月を男性の健康や病気について関心を高める月間「Movember（モーベンバー）」とする運動もあり、日本でもイベントが行われている。2004年にオーストラリアで始まり、男性に多い口髭を意味する英語「mouthtache」と11月を意味する「November」をかけ合わせた造語である[9]。
- 2022年11月19日より毎年、NPO法人日本弱者男性センターが東京さくらトラム（都電荒川線）の車両を貸し切り、男性専用車両を運行している[10][11]（詳細は日本弱者男性センター#男性専用車両イベント及び男性専用車両#日本）。